# Оомісте
О́омісте (ест. Oomiste küla) — село в Естонії, у волості Камб'я повіту Тартумаа.

## Населення
Чисельність населення на 31 грудня 2011 року становила 30 осіб.

## Географія
Через населений пункт проходить автошлях 22157 (Уута — Панґоді).